# Coloburiscoides munionga
Coloburiscoides munionga – gatunek jętki z podrzędu Setisura i rodziny Coloburiscidae.

## Taksonomia
Gatunek opisany został w 1933 roku przez Roberta Johna Tillyarda jako Coloburiscus munionga.

## Opis
Imagines wyróżniają się w obrębie rodzaju zielonkawoszarym rejon pterostigmalnym przestrzeniami kostalnych i subkostalnych przednich skrzydeł.
Subimagines posiadają przednie skrzydła ze wzorem w barwach szarej i wodnistobiałej oraz z dużym poprzecznym polem na rozwidleniu żyłki medialnej i analnej.
Dojrzałe nimfy poniżej 17 mm długie, ubarwione ciemnobrązowo z niewyraźnym pasem przez środek ciała, brązowymi tergitami odwłoka, sternitami 1 i 2 białymi, a pozostałymi rudobrązowymi. Wszystkie pary odnóży o goleniach ciemnobrązowo przepasanych u nasady i wierzchołka. Mezalna krawędź ud przednich z 12-15, a środkowych z 27-35 kolcami. Tergity odwłoka od VI do VIII z mniej niż 20 kolcami na tylnej krawędzi, IX z wyrostkami bocznymi 1,3 do 2 razy tak długimi jak X, a X bez kolców.

## Biologia i ekologia
Jętka ta zasiedla głównie strumienie na pogórzu, na wysokości poniżej 700 m n.p.m., jednak w obrębie Parku Narodowego Kościuszki spotykana jest na większych wysokościach.
Na Eucumbene jaja składane są w styczniu. Larwy z Eucumbene i Spencer's Creek lęgły się w laboratorium po dwóch tygodniach. Pojaw nimf następuje między wrześniem a marcem, a postaci dorosłych między późnym październikiem a późnym lutym.
Subimagines pojawiają się zawsze bezpośrednio z powierzchni wody i przeobrażają najbliższego wieczora. Dorosłe samce w czasie ostatnich promieni słońca tworzą roje na wysokości 2 do 5 m nad strumieniami. Rojenie trwa jeszcze przez jakiś czas w ciemnościach.

## Rozprzestrzenienie
Gatunek endemiczny dla południowego wschodu Australii, najszerzej rozprzestrzeniony ze wszystkich przedstawicieli rodzaju. Wykazany z Nowej Południowej Walii (m.in. Digger's Creek, Spencer's Creek, Perisher Creek, Eucumbene) i Wiktorii.